# Rømø

Rømøs läge i Danmark

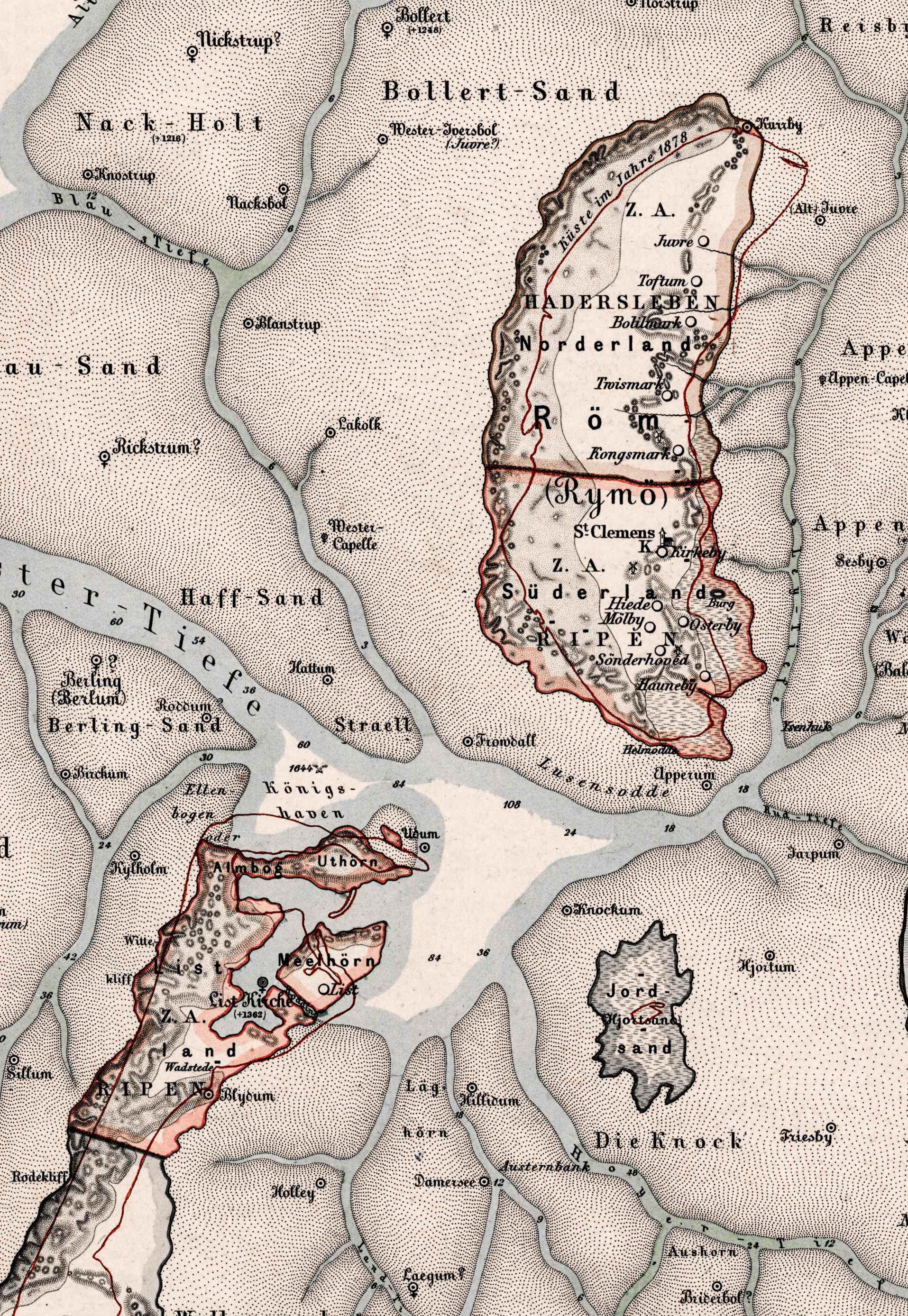
Karta från 1888 med ön uppdelad i en nordlig tysk del och den sydlig dansk enklav

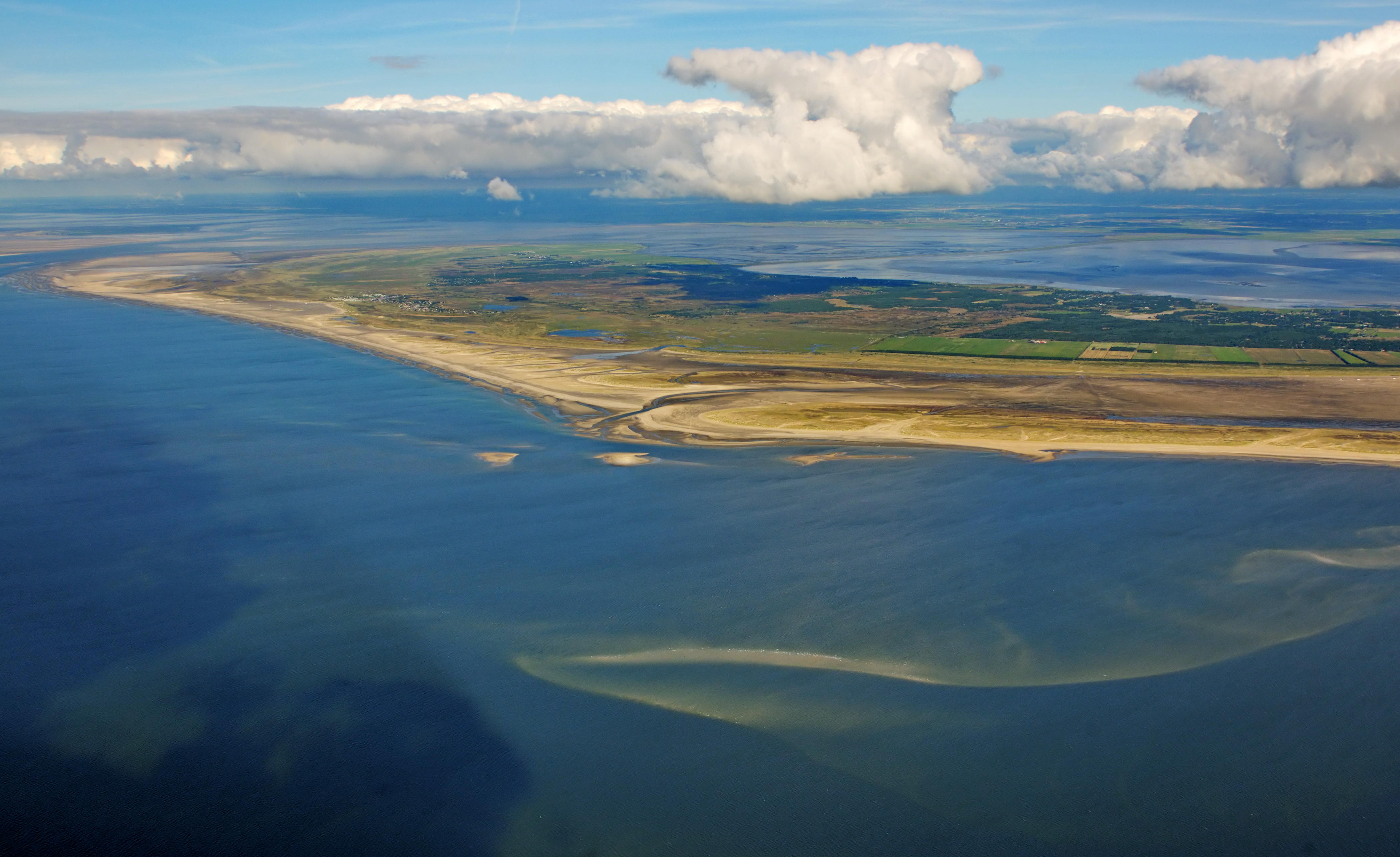
Rømø

Rømø är en dansk ö i Vadehavet i Sydjylland med 559 invånare (2020) utanför Jyllands västkust, strax norr om tyska gränsen. 
Ön är 129 km² stor. Den ingår efter kommunreformen 2007 i Tönders kommun. Rømø har en mycket bred sandstrand i väst. Ön är förbunden med fastlandet genom en 9,2 km lång vägbank.
Det finns två samhällen på Rømø: Lakolk och Havneby. Lakolk är en badort från år 1898 medan Havneby, som med sina 269 invånare  är störst med flest bofasta. Havneby har en färjeförbindelse med orten List på Sylt. 
Danmarks Meteorologiske Institut har en väderradarstation på Rømø.

## Historik
Rømø som turistdestination utvecklades av den lokala prästen, aktivisten för tyskhet och entreprenören Johannes Jacobsen. År 1898 invigdes badorten Lakolk som ett turistmål för tyskar ("Nordseebad Lakolk"). Som en del i detta projekt anlades Hästbanan på Rømø mellan dåvarande hamnen i Kongsmark och Lakolk, som invigdes 1899.

## Bildgalleri

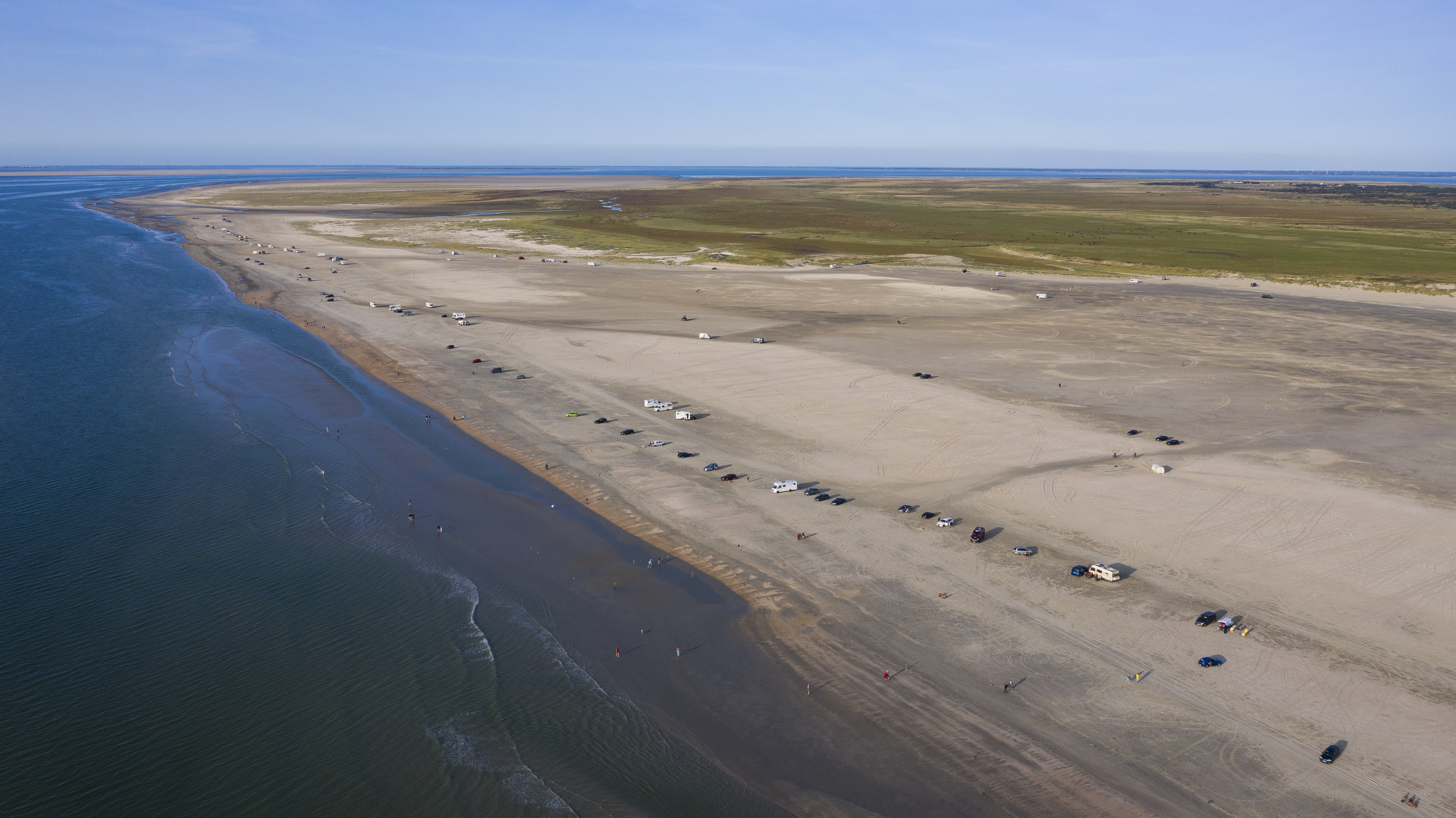
Strand med parkerade bilar
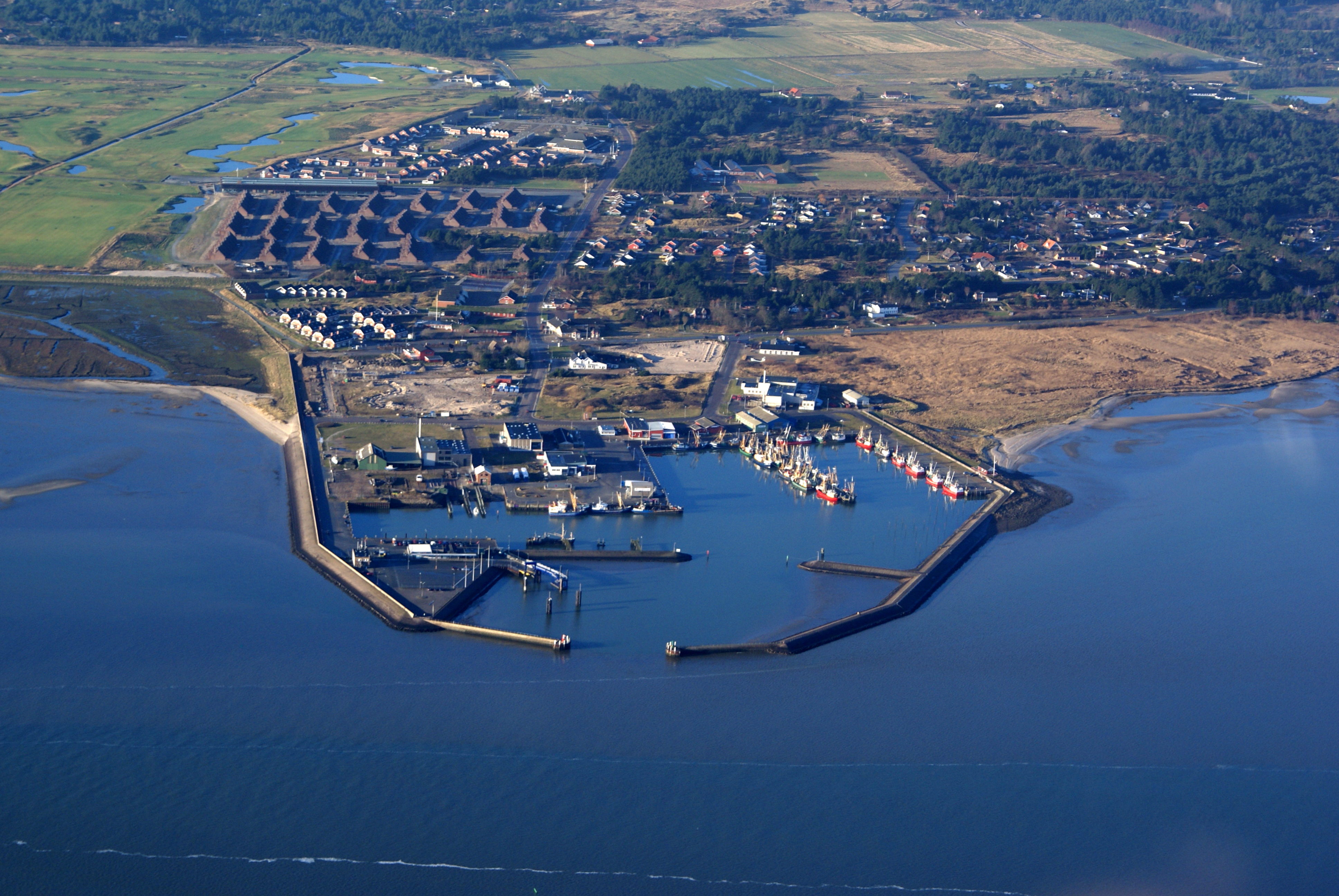
Havneby
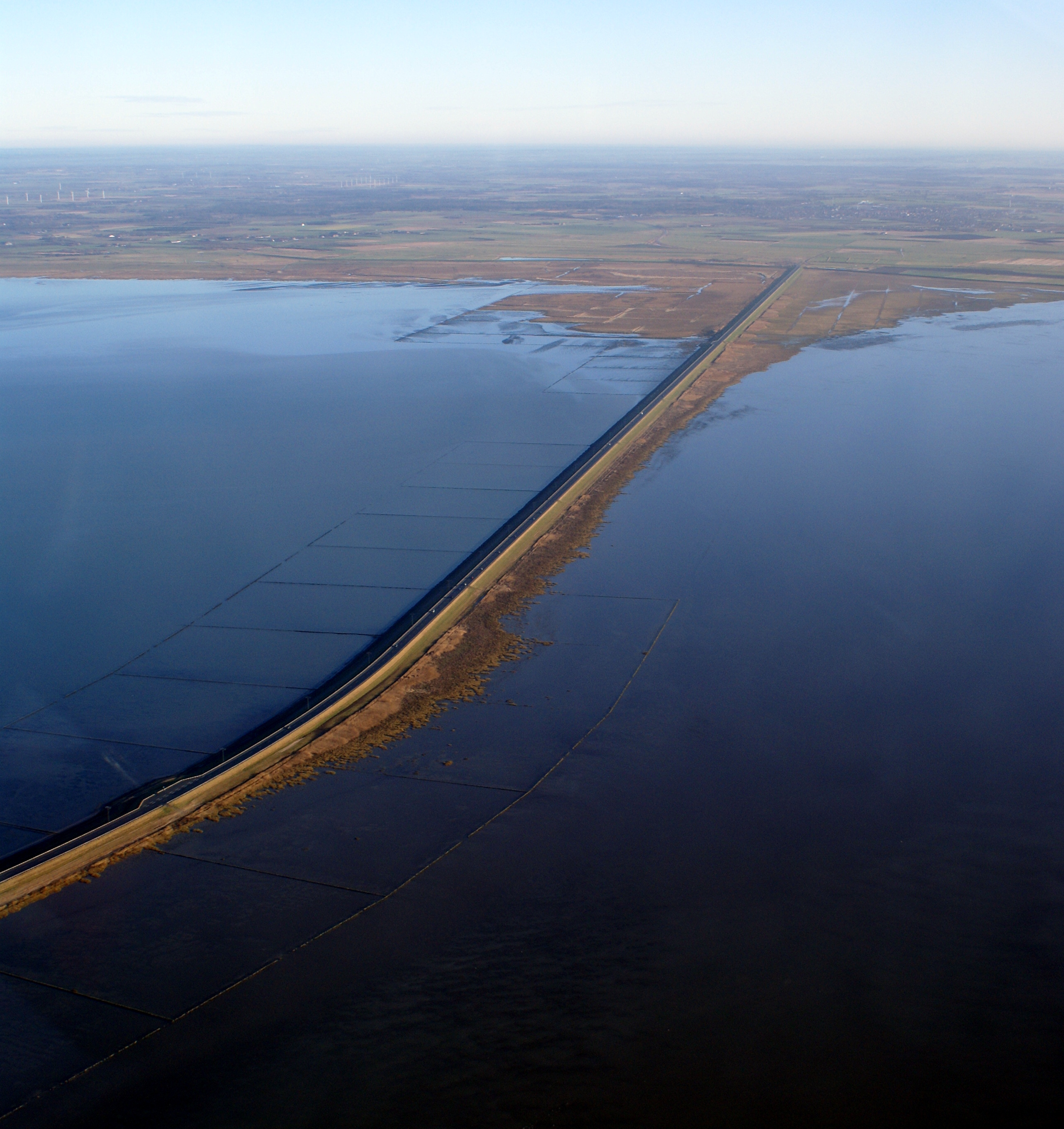
Rømødämningen
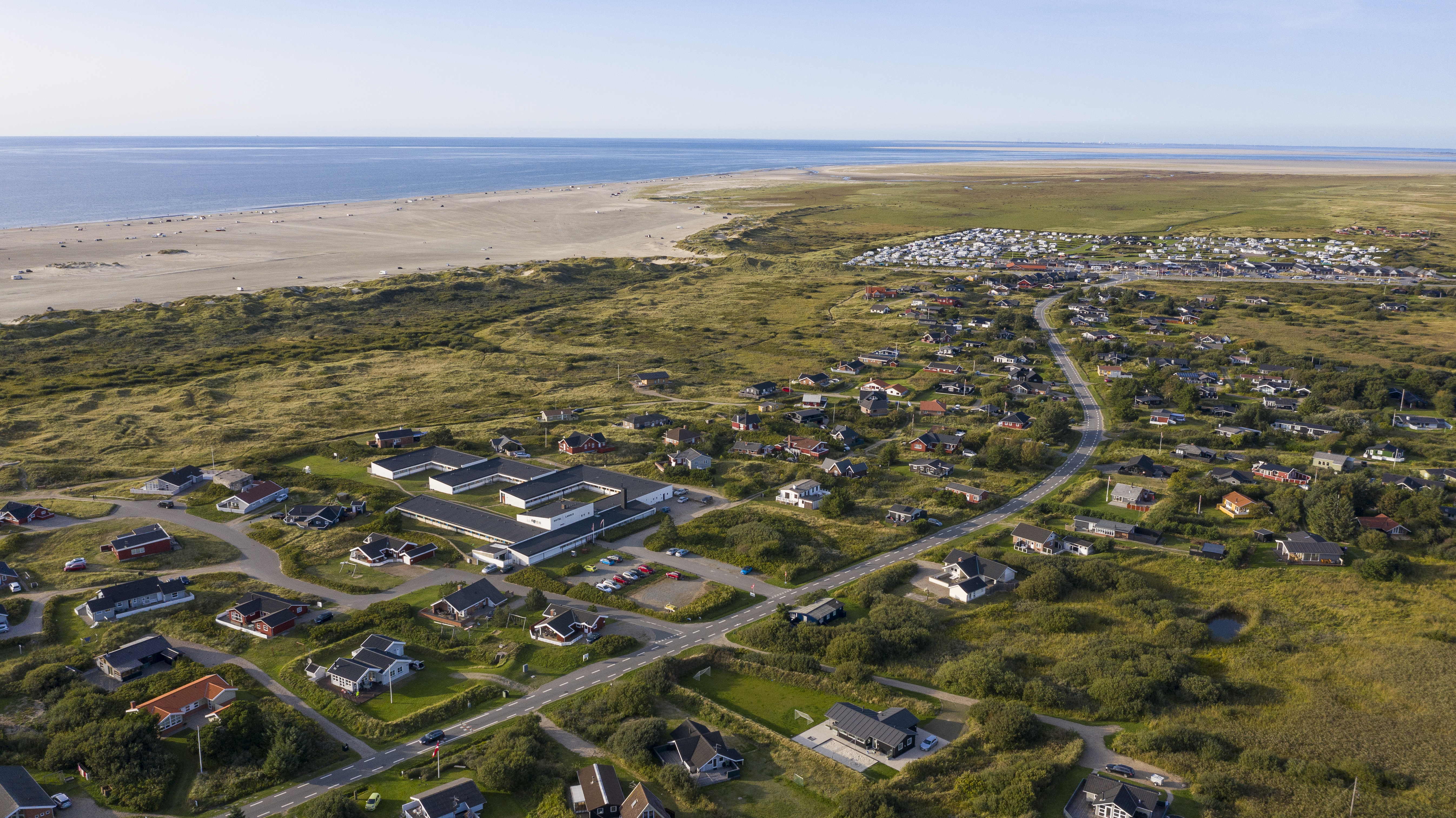
Lakolk
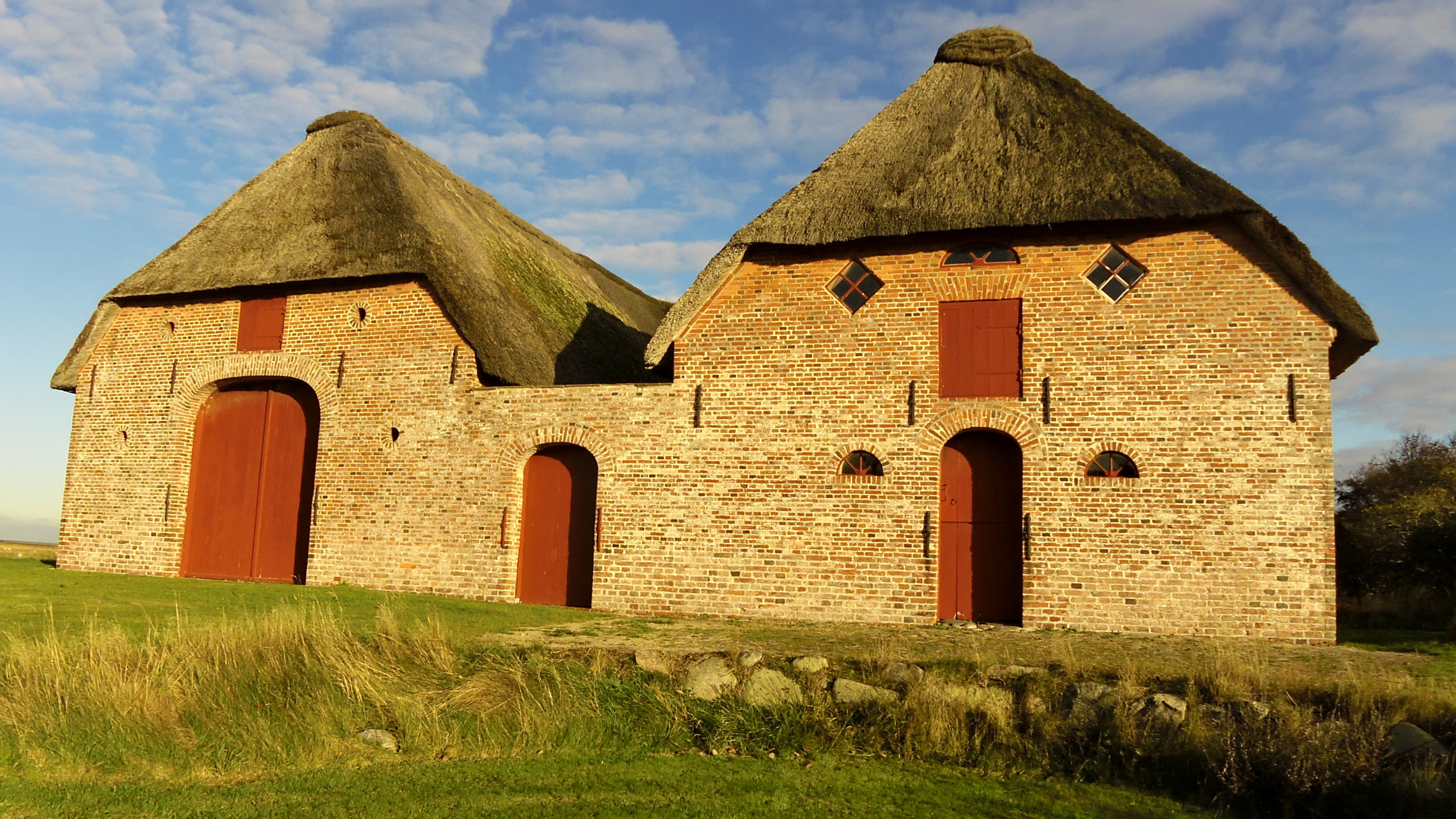
Kommandørgården
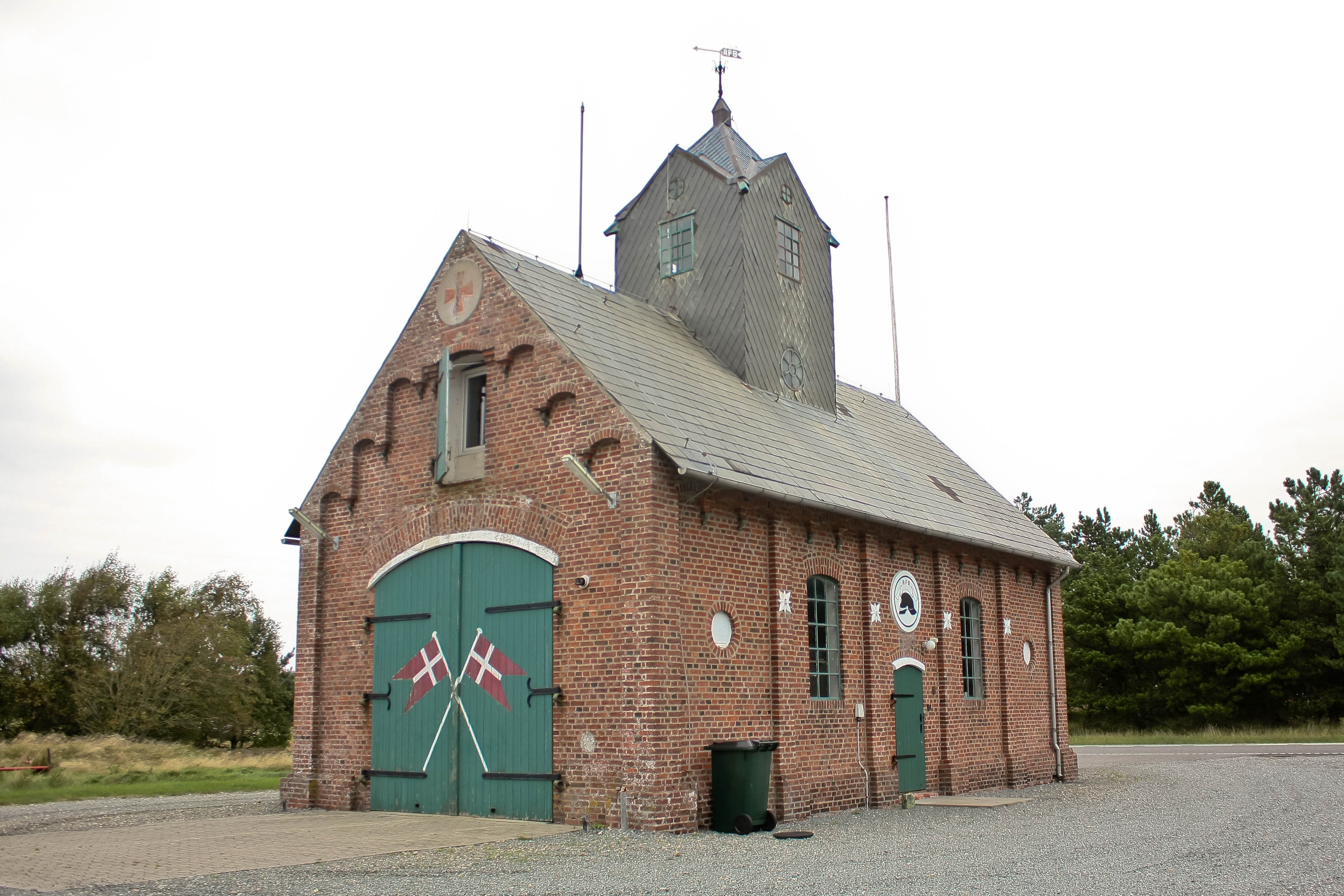
Den gamla räddningsstationen, nu Rømø brandstation
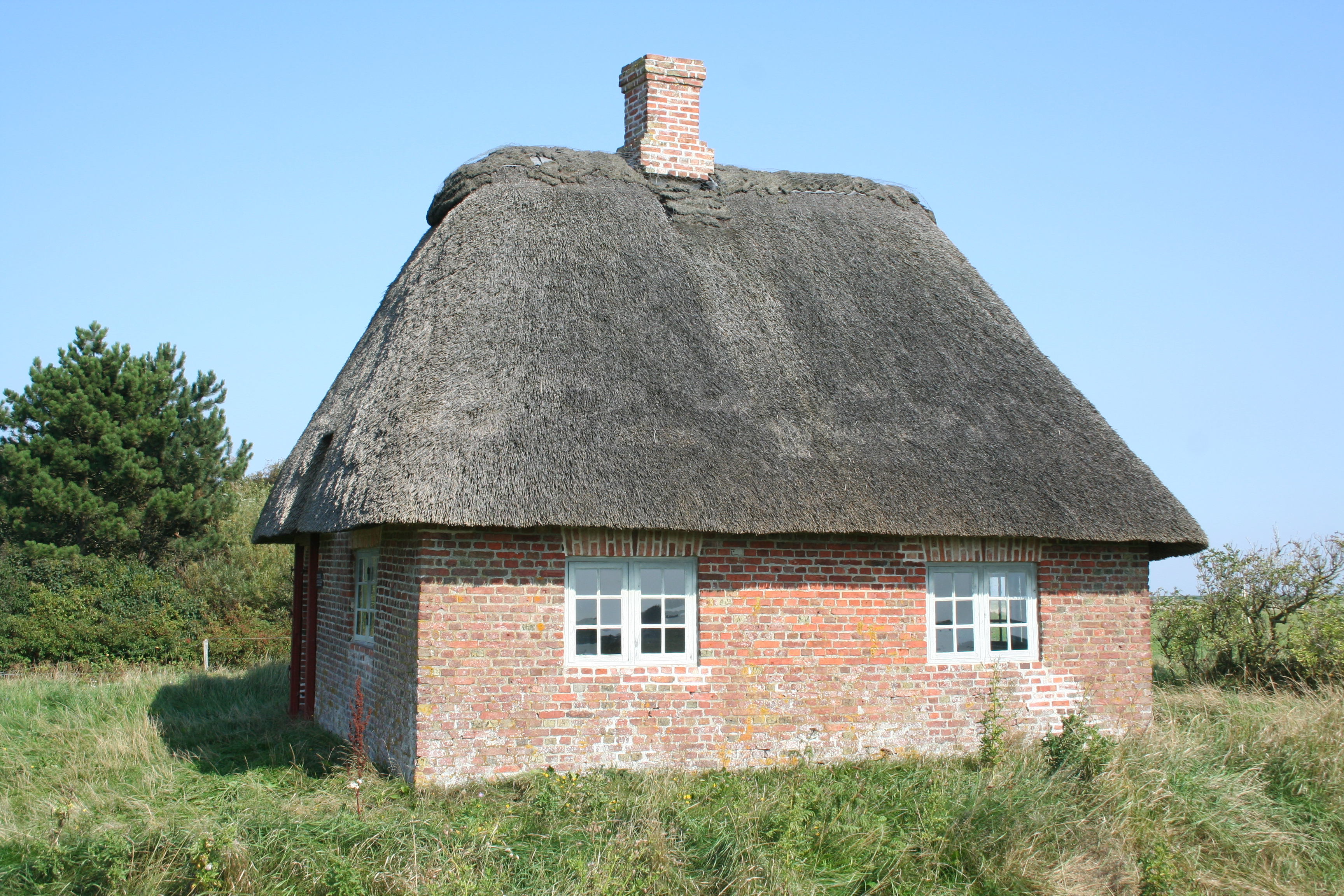
Toftum Skole
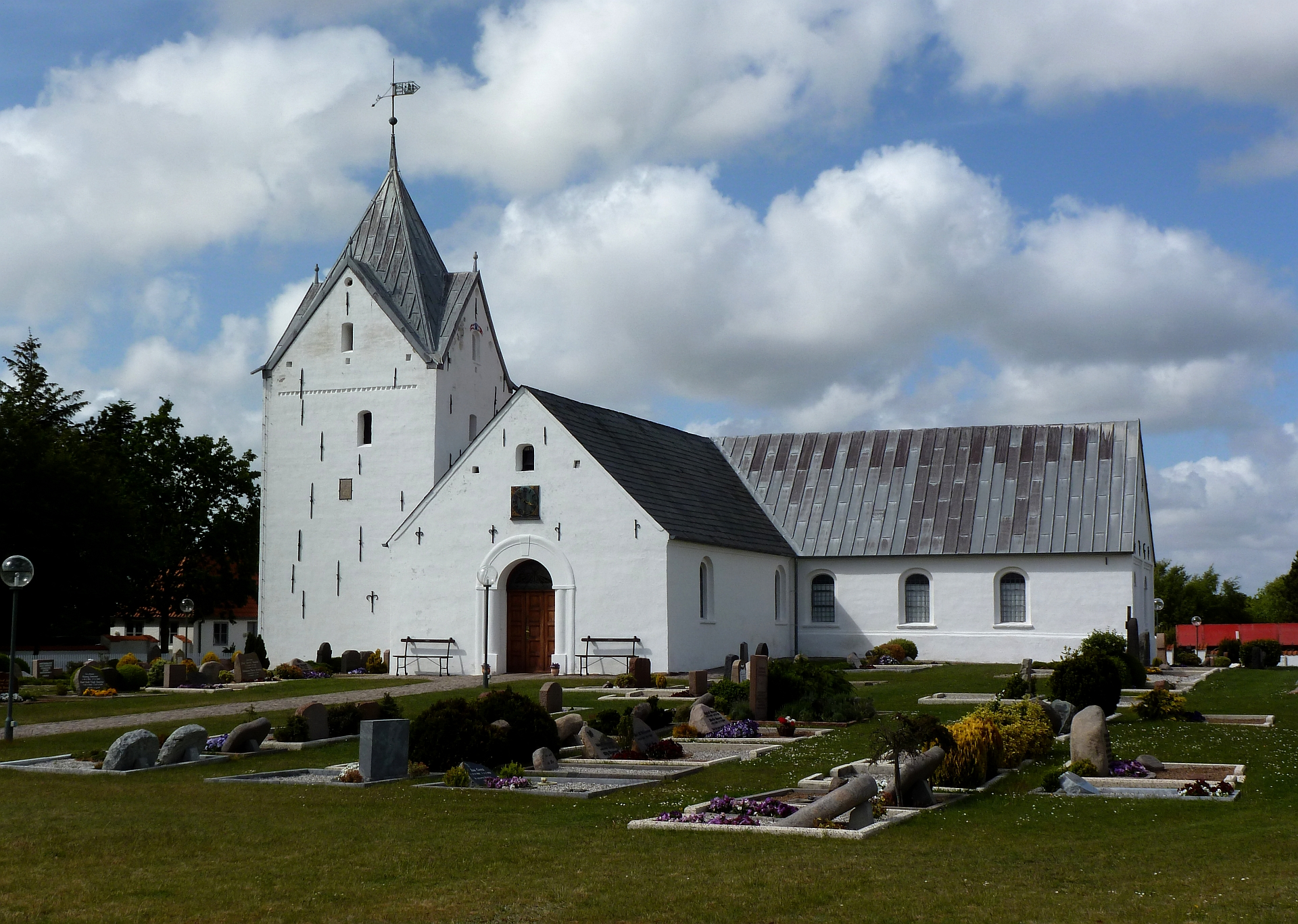
Sankt Clemens Kirke
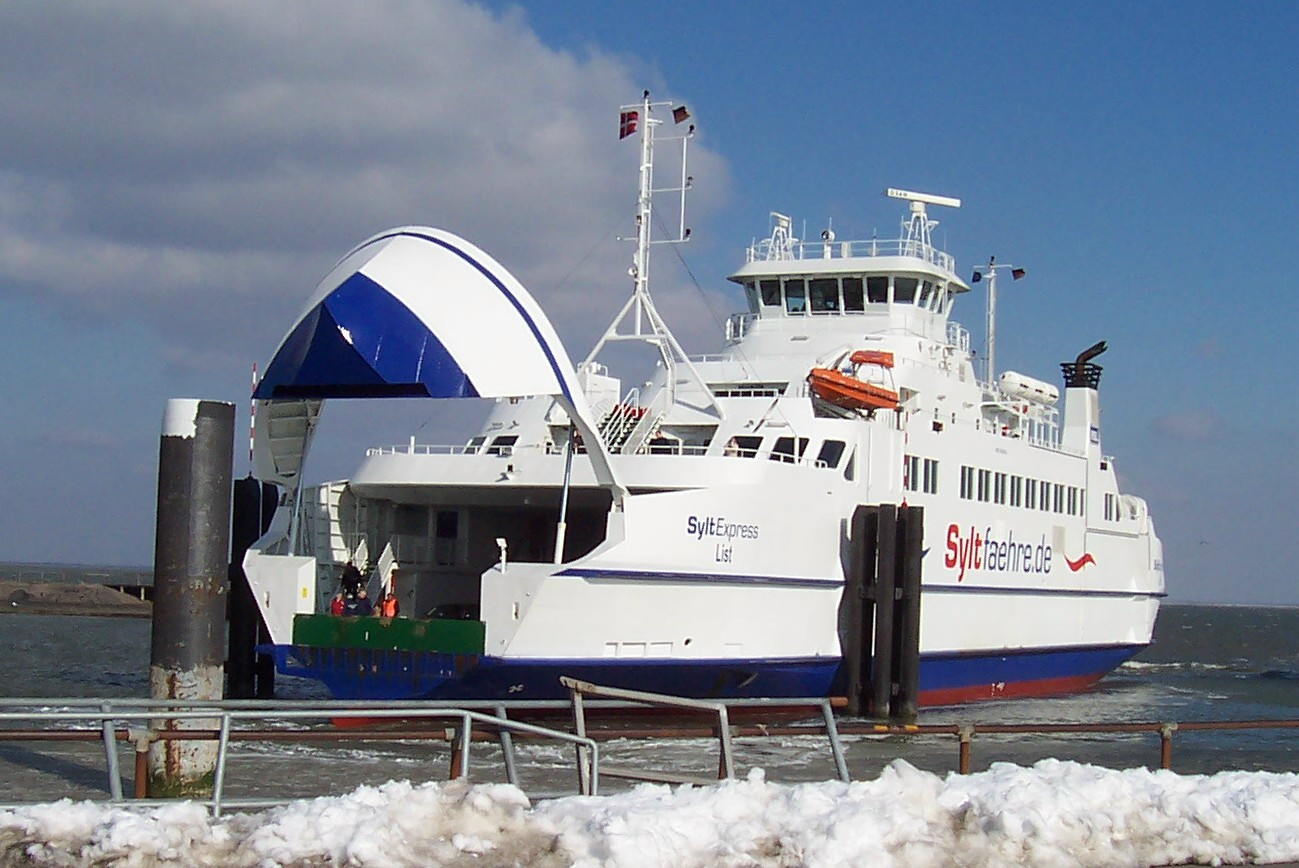
Syltfärjan
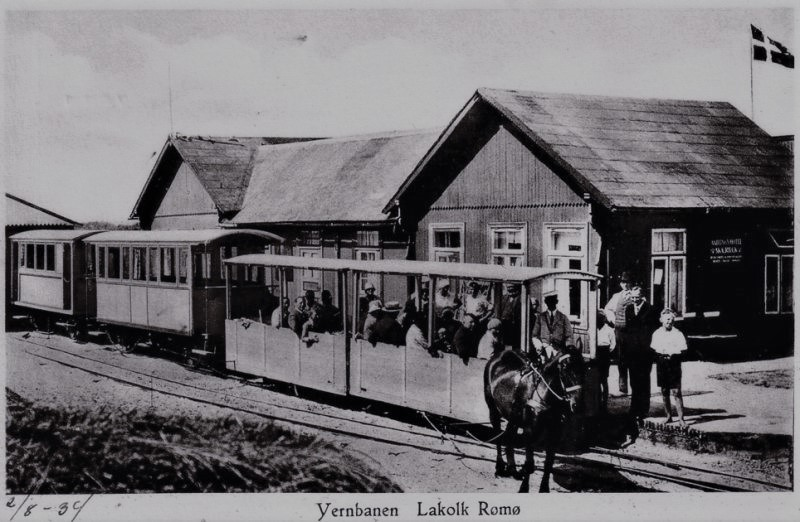
Hästbanan på Rømø